# Bulbophyllum diplantherum
Bulbophyllum diplantherum är en orkidéart som beskrevs av Cedric Errol Carr. Bulbophyllum diplantherum ingår i släktet Bulbophyllum och familjen orkidéer. Inga underarter finns listade i Catalogue of Life.